# أنطونيو أليغرا
أنطونيو أليغرا (بالإسبانية: Antonio Alegre)‏ هو شخصية أعمال أرجنتيني، ولد في 13 أغسطس 1924 في بوينس آيرس في الأرجنتين، وتوفي بنفس المكان في 24 فبراير 2010.